# Єсімбаєво
Єсімба́єво (рос. Есимбаево, марій. Эсымбай) — присілок у складі Новотор'яльського району Марій Ел, Росія. Входить до складу Пектубаєвського сільського поселення.
Стара назва — Марі-Єсімбаєво.

## Населення
Населення — 10 осіб (2010; 15 у 2002).
Національний склад (станом на 2002 рік):
- марійці — 100 %